# A New Day Yesterday
Az A New Day Yesterday az amerikai gitáros, Joe Bonamassa első nagylemeze, amelyet 2000. október 24-én adott ki a J&R Adventures Records.

## Számlista
Az összes dal szerzője Joe Bonamassa, a kivéve ahol más is jelölve van. 
| 1.    | Cradle Rock                                  | Rory Gallagher                                       | 3:51 |
| 2.    | Walk In My Shadows                           | Andy Fraser, Simon Kirke, Paul Kossoff, Paul Rodgers | 3:27 |
| 3.    | A New Day Yesterday                          | Ian Anderson                                         | 4:45 |
| 4.    | I Know Where I Belong                        |                                                      | 5:38 |
| 5.    | Miss You, Hate You                           | Bonamassa, Richard Feldman                           | 3:40 |
| 6.    | Nuthin' I Wouldn't Do (For A Woman Like You) | Al Kooper                                            | 5:10 |
| 7.    | Colour And Shape                             |                                                      | 5:03 |
| 8.    | Headaches To Heartbreaks                     |                                                      | 4:56 |
| 9.    | Trouble Waiting                              | Bonamassa, Stephanie Tyrell, Steve Tyrell            | 3:26 |
| 10.   | If Heartaches Were Nickels                   | Warren Haynes                                        | 7:51 |
| 11.   | Current Situation                            |                                                      | 3:36 |
| 12.   | Don't Burn Down That Bridge                  | Allen Jones, Carl Wells                              | 4:21 |
| 13.   | Miss You, Hate You                           | Bonamassa, Feldman                                   | 6:03 |
| 61:47 |                                              |                                                      |      |

## Közreműködtek
| Közreműködő                 | hangszer              |
| --------------------------- | --------------------- |
| Joe Bonamassa               | gitár, ének           |
| Rick Derringer, Leslie West | gitár, ének           |
| Gregg Allman                | ének, orgona          |
| Jeannie Burns, Annie Burns  | ének                  |
| Len Bonamassa               | gitár                 |
| Dave Borde                  | billentyűs hangszerek |
| Creamo Liss                 | basszusgitár          |
| Tony Cintron                | dob                   |

## Külső hivatkozások
- Hivatalos oldal (angolul)